# Skylanders: Swap Force
Skylanders: Swap Force es un videojuego de plataformas desarrollado por Vicarious Visions y publicado por Activision. Es el tercer videojuego de la serie Skylanders, secuela de Skylanders: Giants. Fue lanzado en 2013 para varias plataformas. Es el videojuego que precede a Skylanders: Trap Team y presenta las voces de John DiMaggio, Jess Harnell, Audrey Wasilewski, Richard Tatum, David Sobolov, Josh Keaton, Keythe Farley, Dave Wittenberg, Joey Camen, Gregg Berger, Troy Baker y Robin Atkin Downes.
Es el primer videojuego de Skylanders que se lanzó en América del Norte antes que en otras regiones, a diferencia de los dos videojuegos anteriores, donde Australia obtuvo las primeras entregas. También es el primer videojuego de Skylanders que no pertenece a Vivendi.

## Argumento
Durante la última ceremonia de erupción (el volcán que alimenta a Skylands), sucedió algo trágico. La madre de Kaos intentó destruir el volcán, pero un equipo de Skylanders lo defendió. Después de eso, el volcán entró en erupción, enviando a estos Skylanders a la Tierra. La erupción del volcán le dio a estos Skylanders la habilidad de intercambiar sus partes superiores e inferiores, transformándolos en la Swap Force. Ahora deben mezclar y unir sus partes superiores e inferiores para salvar a los Elementales de ser malvados, detener a Kaos y salvar a Skylands.

### Personajes
Swap Force presenta dieciséis nuevos personajes principales y dieciséis nuevos personajes intercambiables, además de dieciséis Skylanders de videojuegos anteriores.

## Jugabilidad
La jugabilidad de Swap Force se basa en los dos videojuegos anteriores, Skylanders: Spyro's Adventure y Skylanders: Giants. Los jugadores usan un portal para traer figuras de acción de la vida real al videojuego. Para el nuevo videojuego, los Skylanders pueden saltar, y hay nuevos Skylanders intercambiables. También incluye un nuevo Portal de Poder (y, por lo tanto, solo se vende como paquete de inicio). El nuevo Portal se agregó debido a la nueva tecnología que hace que los personajes de Swap Force funcionen correctamente. Los portales más antiguos de los últimos dos videojuegos no podrían detectar la mitad superior de estos nuevos personajes Intercambiables. Estos dieciséis nuevos personajes tienen mitades superior e inferior que se pueden separar entre sí y recombinarse con las mitades de otros personajes. Esto permite un total de 256 combinaciones entre todas las partes superiores e inferiores. Otra característica nueva de los personajes intercambiables es que cada uno tiene una de las ocho formas distintas de moverse. Estos diferentes tipos de movimiento son necesarios para ingresar a ciertas áreas secundarias del videojuego llamadas "Desafíos de Zona de Intercambio". Solo los personajes con la mitad inferior correcta pueden ingresar a dichas áreas. Hay ocho: Rocket, Spin, Dig, Stealth, Teleportation, Bounce, Speed y Climb.

## Paquetes de inicio
Al igual que con las entregas anteriores, Skylanders: Swap Force está disponible para su compra en "paquetes de inicio" que incluyen una copia del videojuego en sí, el Portal de Poder, tres personajes para comenzar o complementar la colección, un póster de toda la Swap Force, tarjetas, calcomanías y códigos web. Los paquetes de inicio actuales y los personajes incluyen lo siguiente:

### Paquete de inicio de consolas
- Wash Buckler (Swap Force - Water - Climb)
- Blast Zone (Swap Force - Fire - Rocket)
- Ninja Stealth Elf (Series 3 - Life)

### Paquete de inicio de Nintendo 3DS
- Rattle Shake (Swap Force - Undead - Bounce)
- Free Ranger (Swap Force - Air - Spin)
- Volcanic Lava Barf Eruptor (Series 3 - Fire - Alt Deco)

### Bonificaciones de preventa
- Las personas que precompran el Paquete de inicio de Consolas o el Paquete de inicio "Dark Edition" exclusivo de GameStop reciben una figura inédita de Skylanders: Giants, Lightcore Hex y un póster.
- Las personas que precompran el Paquete de inicio de Consolas de Toys "R" Us también reciben una figura Lightcore Hex, un póster y cualquier personaje de Skylanders: Swap Force que deseen.
- Las personas que precompran el Paquete de inicio de Consolas de Walmart o Best Buy también recibirán una figura de Lightcore Hex.
- Las personas que precompran el Paquete de inicio de Consolas de Target Corporation recibirán una tarjeta mágica/intercambiable en formato físico, exclusiva y gratuita que les otorgará un sombrero (UFO Hat) cuando se coloque en el nuevo Portal de Poder, así como la figura de Lightcore Hex.

## Recepción
Skylanders: Swap Force recibió críticas positivas, con las reseñas de GameRankings y Metacritic siendo las más altsa y genuinamente positivas de la serie hasta ahora en todas las plataformas. El sitio web de videojuegos Quarter To Three le dio a las versiones de Wii U y Xbox 360 un puntaje perfecto de 5/5. El sitio web de videojuegos Gaming Age le dio a la versión de PlayStation 3 el grado más alto de una "A" y comentó que «Sea usted un fan de Skylanders o un jugador que esté buscando una serie de videojuegos familiar y amigable para comenzar, Skylanders: Swap Force es muy recomendable».